# Tonys läroår
Tonys läroår är en roman av Agnes von Krusenstjerna som utkom 1924. Romanen är del två i Tony-trilogin. De övriga delarna är Tony växer upp (1922) och Tonys sista läroår (1926).

## Personer
- Tony Hastfehr
- Georg Hastfehr – Tonys far
- Lova – Tonys gamla barnjungfru
- William Ruthven – Kusin till Tonys mor
- Emelie Ruthven – Williams fru
- Barbara Ruthven – Dotter till William och Emelie
- Beth Ruthven – Dotter till William och Emelie
- Mirijam Meijerhelm – Kusin till Tonys mor
- James Meijerhelm – son till Mirijam
- Magnus Ruthven – Tonys morbror
- Bo Ruthven – Tonys kusin
- Gunilla Fegreus – Tonys faster
- Henriette Sooth – Släkt med Tony
- Melker Hastfehr – Släkt med Tony
- Constance Hastfehr – Avlägsen släkting till Tony
- Frank Maclean – Systerson till Constance Hastfehr
- Kerstin Wåhlberg – inackorderad hos Tonys faster Gunilla
- Thérese Teofil – Medlem i bibelklubben
- Maria Teofil – Medlem i bibelklubben
- Anna Sandahl – Medlem i bibelklubben
- Brita Gyllenhoff – Medlem i bibelklubben
- Jetten Lofelt – Medlem i bibelklubben
- Ragnhild Hellenstjerna – Medlem i bibelklubben
- Herbert Holts – Vän till Bo Ruthven, senare Tonys trolovade
- Ellen Holts – Herberts mor
- Isidor Holts – Herberts far
- Gerd Holts – Herberts syster
- Uno Lindfors – Konstnär
- Ove Lindfors – Son till Uno